# John Sawyer (Unternehmer)
John Sawyer (geboren am 11. März 1925 in Glendale, Ohio; gestorben am 9. Juli 2015 in Cincinnati) war ein amerikanischer Agrar-Unternehmer. Von 1967 bis 1993 war er Haupteigentümer der NFL-Franchise Cincinnati Bengals.

## Leben
John Sawyer war der Sohn von Charles Sawyer und Margaret Johnston. Er war das vierte von fünf Kindern des Paares. Sein Vater war 1944 Botschafter in Belgien und 1948 bis 1953 Handelsminister im Kabinett Truman. Seine Mutter (gestorben 1937) war eine Nichte der Ehefrau von William Cooper Procter (Procter & Gamble).
John Sawyer studierte an Lawrenceville Preparatory School. 1943 trat er in die Air Force ein und wurde zum Pilot eines B-17-Bombers ausgebildet. Ab Frühjahr 1945 war er in England stationiert. Danach studierte er ab November 1945 bis zum Juni 1949 an der Princeton University. Danach begann er ein Studium am Ohio State Agricultural College und gleichzeitig mit dem Aufbau seines Unternehmens J. Sawyer Company auf der seiner Tante Mary Johnston gehörenden Orleton Farms in London (Ohio).
Das Unternehmen befasste sich vor allem mit Land- und Immobilienwirtschaft. Die bewirtschafteten Flächen lagen in Ohio und anderen Bundesstaaten. So wurden unter anderem 20.000 Hektar Weideland in Wyoming bewirtschaftet. Er wurde zu einem der Pioniere der Schädlingsbekämpfung mittels Flugzeugen und des Anbaus von Soja in Ohio. Dafür wurde er 1986 in die Hall of Fame der Landwirtschaft von Ohio aufgenommen. 
Mit dem Bekanntwerden der Fusion der AFL und der NFL zur Saison 1970 und der damit verbundenen Erweiterung um weitere Franchises begann auch der 1963 von den Cleveland Browns gekündigte Trainer Paul Brown nach einem Weg zur Gründung einer neuen Franchise zu suchen. Der ehemalige College-Football-Spieler und spätere Tierarzt auf den Orleton Farms William C. Hackett stellte die Verbindung zwischen Brown und Sawyer her. Es gelang John Sawyer als einen Hauptfinanzier zu gewinnen.
Am 12. Dezember 1965 wurde von Brown, Hackett und Sawyer die Ohio Valley Sports, Inc. gegründet. Sawyer wurde Präsident der Gesellschaft. Am 24. Mai 1967 erhielt das Unternehmen die NFL-Franchise für Cincinnati. Voraussetzung dafür war der Bau eines geeigneten Stadions. Sawyer war deshalb auch mitverantwortlich für die Errichtung des am 30. Juni 1970 fertiggestellten Riverfront Stadium. Im Dezember 1966 war er am Erwerb der Baseball-Franchise Cincinnati Reds beteiligt. Diese Franchise sollte ebenfalls im neuen Stadion spielen. Die Miteigentümer der Baseball-Franchise wurden später auch Miteigentümer der Football-Franchise. Ende der 1970er Jahre verkaufte er seine Anteile an den Reds an William und James Williams.
Die Position des Präsidenten der Football-Franchise hatte Sawyer bis 1993 inne, anschließend war er noch bis zu seinem Tod Vizepräsident der Franchise. Während der ganzen Zeit blieb Sawyer im Hintergrund und überließ die Leitung der Franchise im Rahmen eines Treuhandabkommens Paul Brown und später seinem Sohn Mike Brown. 1983 erwarb Sawyer dessen 117 Anteile von Paul Brown an den Bengals. Gleichzeitig erhielten die Söhne von Paul Brown das Recht im Zeitraum 1993 bis 1996 diese Anteile und die 212 Anteile von John Sawyer zu erwerben. Dieses Recht übten sie 1993 aus. Die amerikanische Steuerbehörde vermutete eine Steuerhinterziehung und verklagte die Browns. Die Klage wurde 1997 abgewiesen.
Er war seit dem 11. April 1953 verheiratet mit Ruth Dennis Sawyer (1932–2013). Das Ehepaar hatte vier Töchter. John Sawyer starb nach mehrjähriger Krankheit am 9. Juli 2015 in Cincinnati. Bis 1993 lebte das Ehepaar auf der Orleton Farm und zog dann in eine umgebaute Schule nach Indian Hill, einem Vorort von Cincinnati.
John Sawyer war philanthropisch tätig. Er unterstützte das Children’s Hospital in Cincinnati, die katholische Diözese von Süd-Ohio, die Boy Scouts of America, Easterseals und einige weitere Organisationen. Er unterstützte die Gründung und Unterhaltung des Ensemble Theatre Cincinnati. Er war ab 1982 Mitglied im Aufsichtsrat der Versicherung Cincinnati Financial. Ab 1996 unterstützte Sawyer den früheren Quarterback der Bengals, Boomer Esiason, bei dessen Mukoviszidose-Stiftung.